# Neztužená vzducholoď

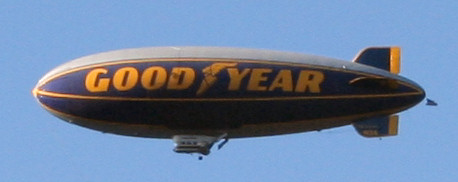
Neztužená vzducholoď The Spirit of Goodyear

Neztužená vzducholoď je vzducholoď, jejíž trup není zpevněn kostrou ani pevným kýlem. Svůj tvar udržuje díky přetlaku nosného plynu v obalu.
Neztužené vzducholodi tvořily početně nejvíce zastoupenou skupinu vzducholodí. Neztužené byly první zkonstruované typy vzducholodí, ve velkém měřítku byly používány během obou světových válek. Ve druhé polovině dvacátého století to po dlouhou dobu byly jediné používané typy, než se do vzduchu po roce 2000 vrátily nové ztužené vzducholodě, např. nástupci legendárních Zeppelinů.
Před 2. světovou válkou měla neztužené vzducholodě i Československá armáda. Jednalo se o původně pozorovací upoutané balóny, které byly vybaveny malou gondolou s leteckým motorem.